# Reseda coodei
Reseda coodei är en resedaväxtart som beskrevs av Hub.-mor. Reseda coodei ingår i släktet resedor, och familjen resedaväxter. Inga underarter finns listade i Catalogue of Life.